# Cabudare
Cabudare è una città del Venezuela situata nello Stato di Lara e in particolare nel comune di Palavecino.